# دیان بوریسوف
دیان بوریسوف (بلغاری: Деян Борисов؛ زادهٔ ۱ مارس ۱۹۸۹) بازیکن فوتبال اهل بلغارستان است.